# Fumaria microstachys
Fumaria microstachys là một loài thực vật có hoa trong họ Anh túc. Loài này được Kralik ex Hausskn. mô tả khoa học đầu tiên năm 1873.